# 天神町 (金沢市)
天神町（てんじんまち）は、石川県金沢市の町名。現行行政地名。1丁目～2丁目まで。

## 地理
隣は、暁町、横山町、桜町、天神町の中間に位置している。

## 世帯数と人口
2022年（令和4年）9月1日現在の世帯数と人口は以下の通りである。
| 町丁        | 世帯数  | 人口    |
| ----------- | ------- | ------- |
| 天神町1丁目 | 416世帯 | 814人   |
| 天神町2丁目 | 400世帯 | 844人   |
|             | 816世帯 | 1,658人 |

## 小・中学校の学区
市立小・中学校に通う場合、学区は以下の通りとなる。
| 番地 | 小学校             | 中学校             |
| ---- | ------------------ | ------------------ |
| 全域 | 金沢市立兼六小学校 | 金沢市立兼六小学校 |

## 交通

### 鉄道
町内に鉄道駅はない。

### バス
- 北鉄バスの田井町、旭町口バス停のそれぞれ市内方向のりばが町内に位置する。

### 道路
- 石川県道・富山県道27号金沢井波線

## 施設
- 椿原天満宮
- 天神町緑地